# Sredna Gora
Sredna Gora (bulgarsk: Средна гора [ˈsrɛdnɐ ɡoˈra]) er en bjergkæde i det centrale Bulgarien, beliggende syd for og parallelt med Balkanbjergene (Stara Planina) og strækker sig fra Iskar-floden mod vest til Tundzha nord for Yambol mod øst. Sredna Gora er 285 km lang, når 50 km i sin største bredde. Dens højeste top er Golyam Bogdan der er 1.604 moh. Det er en del af Srednogorie-bjergkædesystemet sammen med Vitosha (det højeste massiv, Plana (bjerg), Lyulin-bjerget, Greben, Viskyar osv.
Bjerget er opdelt i tre dele af floderne Topolnitsa og Stryama — en vestlig (Zapadna eller Ihtimanska Sredna Gora), en central (Sashtinska Sredna Gora) og en østlig del (Sarnena Gora).
Faunaen i Sredna Gora er relativt fattig sammenlignet med andre regioner i Bulgarien, men typiske centraleuropæiske arter er til stede.

## Forhistorisk mine
Kobbermalm der blev brugt til fremstilling af artefakter fra Varna-kulturen, stammede fra en Sredna Gora-mine nær Stara Zagora. Varna-kulturen blomstrede i 4.400-4.100 f.Kr.

## Navnet
Srednogorie Heights på Graham Land i Antarktis er opkaldt efter Sredna Gora.